# الجامعة الخليجية
الجامعة الخليجية هي جامعة خاصة ربحية تقع في مدينة سند بالبحرين.
تأسست الجامعة الخليجية في 17 سبتمبر 2001 بترخيص من قبل وزارة التربية والتعليم. الكليات في كلية البحرين الجامعية هي حسب التالي:
- كلية الإدارة والعلوم المالية.
- كلية هندسة الحاسوب والعلوم.
- كلية الهندسة.
- كلية القانون.
- كلية الإعلام والاتصال.

وتوجد المراكز التالية في الجامعة:
- مركز التعليم الإلكتروني.
- مركز تطوير اللغة الإنجليزية.
- مركز الاستشارات والشهادة المهنية.

الجامعة أيضا مركز اختبار مرخص ورسمي لسات واختبار تقييم الخريجين.